# Eudes Le Maire

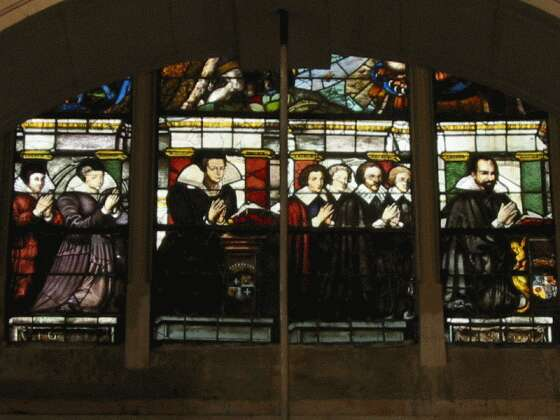
Eudes le Maire et sa famille
Bas de vitrail de l'Église St Étienne du Mont
Representación, probablemente del siglo XVII de Eudes y su familia.

Eudes Le Maire, también conocido como Chalo-Saint-Mars fue un personaje que vivió probablemente en el siglo XI y que supuestamente obtuvo del rey Felipe I una exención de impuestos para él y su descendencia por haber cumplido en Jerusalén un voto que hizo el rey de Francia.
Así a lo menos lo afirmaron sus descendientes, quienes, en apoyo de las pretensiones que tenían para que se les eximiera de toda suerte de gabelas, presentaron un documento, cuya autenticidad dejaba mucho que desear. De todos modos parece que algunos soberanos franceses, posteriores a Felipe VI, confirmaron la exención solicitada, extendiéndola a toda clase de impuestos, cosa tanto más de extrañar, cuanto la supuesta concesión de Felipe I se limitaba solo a determinadas franquicias y a declarar hereditaria la alcaldía en los descendientes de Eudes, que al extenderse el documento desempeñaba la de Chalo, cerca de Étampes. Tales descendientes se extendieron prodigiosamente por toda Francia y los que residían en París llegaron a constituirse en una especie de sindicato, apropiándose además un escudo de armas.
Adquirieron tal preponderancia que incluso se resistieron a que el rey examinara el origen de su privilegio, que tan oneroso resultaba para la nación. Tenían afiliados en las instituciones más elevadas del Estado y aunque el privilegio fue abolido en distintas ocasiones, renació diferentes veces, hasta quedar totalmente abolido en 1752.